# Fireworks & Rollerblades
Fireworks & Rollerblades è il primo album in studio di Benson Boone, pubblicato il 5 aprile 2024 dalla Night Street e Warner.
Il titolo dell'album deriva da una frase presente in un verso del brano musicale dell'artista Hello Love, in cui è riportato "like two fireworks tied to a roller blade".

## Tracce
1. Intro – 1:02 (Benson Boone, Jack LaFrantz, Jason Suwito)
2. Be Someone – 3:44 (Benson Boone, Jack LaFrantz, Jason Suwito)
3. Slow It Down – 2:41 (Benson Boone, Jason Evigan, Connor McDonough, Riley McDonough, Jack LaFrantz)
4. Beautiful Things – 3:00 (Benson Boone, Jack LaFrantz, Evan Blair)
5. Cry – 3:06 (Benson Boone, Jack LaFrantz, Maley)
6. Forever and a Day – 3:45 (Benson Boone, Jack LaFrantz, Jason Suwito)
7. In the Stars – 3:36 (Benson Boone, Jason Evigan, Michael Pollack)
8. Drunk in My Mind – 3:47 (Benson Boone, Jack LaFrantz, Jason Suwito)
9. My Greatest Fear – 3:33 (Benson Boone, Imad Royal, Nolan Sipe)
10. There She Goes – 3:24 (Benson Boone, Ben Berger, Ryan Rabin)
11. Hello Love – 3:28 (Benson Boone, Jack LaFrantz, Tom Barnes, Benjamin Kohn, Pete Kelleher)
12. Ghost Town – 3:13 (Benson Boone, Justin Thomas Daly, Nolan Sipe, Tushar Apte)
13. Love of Mine – 3:23 (Benson Boone, David Hodges, Steven Solomon)
14. Friend – 3:10 (Benson Boone, Jack LaFrantz, Jon Levine, Michael Matosic)
15. What Do You Want – 4:18 (Benson Boone, Andrew Jackson, Jason Suwito)

Tracce bonus della riedizione digitale
1. Pretty Slowly – 4:22 (Benson Boone, Evan Blair, Jack LaFrantz)

Tracce bonus dell'edizione giapponese
1. Sugar Sweet – 2:49
2. To Love Someone – 3:16

## Classifiche

### Classifiche settimanali
| Classifica (2024-25) | Posizione massima |
| -------------------- | ----------------- |
| Australia            | 17                |
| Austria              | 7                 |
| Belgio (Fiandre)     | 5                 |
| Belgio (Vallonia)    | 14                |
| Canada               | 5                 |
| Danimarca            | 13                |
| Finlandia            | 10                |
| Francia              | 7                 |
| Germania             | 20                |
| Irlanda              | 15                |
| Islanda              | 25                |
| Italia               | 17                |
| Lituania             | 6                 |
| Norvegia             | 1                 |
| Nuova Zelanda        | 5                 |
| Paesi Bassi          | 2                 |
| Polonia              | 13                |
| Portogallo           | 18                |
| Regno Unito          | 16                |
| Repubblica Ceca      | 3                 |
| Slovacchia           | 7                 |
| Spagna               | 38                |
| Stati Uniti          | 6                 |
| Svezia               | 7                 |
| Svizzera             | 6                 |
| Ungheria             | 30                |

### Classifiche di fine anno
| Classifica (2024) | Posizione |
| ----------------- | --------- |
| Canada            | 24        |
| Italia            | 77        |
| Portogallo        | 100       |
| Repubblica Ceca   | 8         |
| Slovacchia        | 7         |
| Stati Uniti       | 49        |
| Ungheria          | 92        |